# Fondos Marinos Marismas del Río Palmones
Fondos Marinos Marismas del Río Palmones este o arie protejată (arie specială de conservare — SAC, sit de importanță comunitară — SCI) din Spania întinsă pe o suprafață de 87,55 ha, integral pe uscat.

## Localizare
Centrul sitului Fondos Marinos Marismas del Río Palmones este situat la coordonatele 36°10′02″N 5°25′47″W / 36.1673°N 5.4297°V.

## Înființare
Situl Fondos Marinos Marismas del Río Palmones a fost declarat sit de importanță comunitară în mai 2007 pentru a proteja 16 specii de animale. Situl a fost protejat și ca arie specială de conservare în august 2015.

## Biodiversitate
Situată în ecoregiunile marină mediteraneană și mediteraneană, aria protejată conține 1 habitat natural: Estuare.
La baza desemnării sitului se află mai multe specii protejate:
- păsări (14): pietruș (Arenaria interpres), fugaci de țărm (Calidris alpina), prundăraș de sărătură (Charadrius alexandrinus), chirichița cu obraz alb (Chlidonias hybrida), chirighiță neagră (Chlidonias niger), pescăriță mare (Hydroprogne caspia), Larus audouinii, Larus genei, pescăruș-cu-cap-negru (Larus melanocephalus), vultur pescar (Pandion haliaetus), Phalacrocorax aristotelis aristotelis, chiră de baltă (Sterna hirundo), chiră mică (Sternula albifrons), chiră de mare (Thalasseus sandvicensis)
- mamifere (1): delfin mare (Tursiops truncatus)
- reptile (1): Caretta caretta

Pe lângă speciile protejate, pe teritoriul sitului au mai fost identificate 3 specii de plante, 2 specii de mamifere, 1 specie de nevertebrate, 8 specii de pești.